# Graciela Saldaña Fraire
Graciela Saldaña Fraire (Chetumal, Quintana Roo, 4 de febrero de 1961) es una política y activista ambiental mexicana, miembro del Partido de la Revolución Democrática.

## Diputada federal (2012 - 2015)
Principal opositora del proyecto "Dragon Mart" en el estado de Quintana Roo.